# Sunnyside (California)
Sunnyside es un lugar designado por el censo ubicado en el condado de Fresno en el estado estadounidense de California. En el año 2010 tenía una población de 182 habitantes.

## Geografía
Sunnyside se encuentra ubicado en las coordenadas 36°43′45.97″N 119°41′40.82″O / 36.7294361, -119.6946722.